# لشکر ۱۰ پیاده هند
لشکر ۱۰ پیاده هند (انگلیسی: 10th Indian Infantry Division) لشکر پیاده‌نظام نیروی زمینی هند است، که در سال ۱۹۴۱ تأسیس شد.
لشکر ۱۰ پیاده‌نظام ارتش هند در طول جنگ جهانی دوم، یک لشکر پیاده‌نظام رزمی بود. این لشکر در طول چهار سال، بیش از ۶۴۰۰ کیلومتر (۴۰۰۰ مایل) از تهران تا تریسته را پیمود، در سه جنگ کوچک و دو لشکرکشی بزرگ شرکت کرد: جنگ انگلیس و عراق، حمله به سوریه و لبنان، حمله انگلیس و شوروی به ایران، لشکرکشی شمال آفریقا و لشکرکشی به ایتالیا.
پس از تجزیه هند، این لشکر به ارتش پاکستان اختصاص یافت. لشکر ۱۰ پیاده پاکستان بخشی از سپاه چهارم است و در لاهور مستقر است. این لشکر در ۱ آوریل ۱۹۶۵ به عنوان بخشی از ارتش مستقل هند در بنگلور و بلگاوم در کارناتاکا به عنوان لشکر دهم کوهستانی دوباره تشکیل شد.